# Mejor viuda que mal acompañada
Mejor viuda que mal acompañada es una película de comedia negra mexicana, dirigida por Magaby García. Está protagonizada por Lucía Méndez, Itatí Cantoral, Alicia Machado y Patricia Manterola.

## Sinopsis
Tres mujeres, amigas entre ellas, de clase acomodada, que pueden parecer superficiales y frívolas, mientras disfrutan una aparente estabilidad en su matrimonio. Pero cuando esta posición se ve amenazada por sus maridos, las tres amigas determinan que son capaces de hacer lo que sea con tal de defender sus propios intereses.

## Reparto
- Lucía Méndez como Mariloli
- Itatí Cantoral como Marisela De La Peña
- Patricia Manterola como Nena Domínguez
- Alicia Machado como Lucía Yazbek
- Alberto Estrella como Manuel Alejandro
- Mónica del Carmen como Felipa
- Fernando Bonilla como Rafael Madrigal
- Juan Martín Jauregui como Luca
- Carlos Álvarez como Fede
- Said Sandoval como Pico
- Alfredo Huereca como Pablo
- Fernando Sarfatti como Dr. Rodrigo Real
- Oscar Gordillo como Tony
- Harold García como Samuel

## Antecedentes
La película representa el debut en cine de la directora Magaby García.
Marca el regreso al cine, luego de 37 años de ausencia, de la actriz Lucía Méndez

## Ficha técnica
- País: México
- Distribuidora: Corazón Films
- Año de producción: 2022
- Producción: Itatí Cantoral, Javier Colinas, Ixchel Coutiño, Christopher Hool, Dick Maas.
- Idiomas: Español
- Color: Color